# Nagorny (kraj Kamtsjatka)
Nagorny (Russisch: Нагорный) is een plaats (posjolok) in het gemeentelijke district Jelizovski van de Russische kraj Kamtsjatka. De plaats ligt aan de hoofdweg R-474 tussen Jelizovo (10 kilometer) en Petropavlovsk-Kamtsjatski (20 kilometer), tussen de dorpjes Krasny en Novy. In de plaats wonen 1.573 mensen (2007). De plaats moet niet worden verward met de buitenwijk Nagorny van Petropavlovsk-Kamtsjatski, die eerst ook een plaats vormde.
De plaats ontstond in 1941 en werd in eerste instantie 20-i kilometr (20e kilometer) genoemd, vanwege het feit dat ze (over de weg) op 20 kilometer van Petropavlovsk-Kamtsjatski ligt. Rond 1960 kreeg ze haar huidige naam.
Bestuurlijk centrum: Jelizovo

Bereznjaki · Dalni · Dvoeretsje · Ganaly · Joezjnye Korjaki · Ketkino · Korjaki · Krasny · Kroetoberegovy · Lesnoj · Malka · Nagorny · Natsjiki · Nikolajevka · Novy · Paratoenka · Pinatsjevo · Pionerski · Razdolny · Severnye Korjaki · Sokotsj · Sosnovka · Svetly · Termalny · Voelkanny · Zeleny